# Jean-Michel Gourevitch
 (mai 2018).
Pour les articles homonymes, voir Gourevitch.
Jean-Michel Gourevitch, journaliste, entrepreneur, est né à Paris le 12 novembre 1949. Il est le fils du rabbin Édouard Gourévitch. Il fait ses études au Lycée Pasteur (Neuilly-sur-Seine) avant de passer par l'université Paris-Dauphine et l'IEP Paris puis d'obtenir une maîtrise en droit public de l'Université de Paris-X Nanterre en 1973. Il travaille à la société SVP pendant un an et effectue de nombreux stages comme garçon de bureau au journal Le Monde, chauffeur livreur, tractiste de piste puis conducteur d'engins à l'aéroport de Paris-Orly.
Il débute dans le journalisme par un stage à l'Agence France-Presse en 1972 avant d'être recruté par l'équipe des fondateurs de l'hebdomadaire Le Point. en 1973. Il passe 14 années dans cet hebdomadaire entrecoupées par un service national effectué comme Conseiller de Presse de l'Ambassade de France aux Philippines. Au cours de ses années au Point, il apprend son métier dans tous les services de l'hebdomadaire (Société, Musique, Juridique, Politique, Économique, Social). 
En 1987, Philippe Villin, vice-président du directoire, l'appelle auprès de lui au Figaro. Il dirige alors jusqu'en 1998 l'hebdomadaire économique, le Figaro Économie du Lundi, l'une des grandes références en matière de supplément consacré à l'économie en France. Il imagine de nombreux autres suppléments pour ce journal dont Le Figaro-Patrimoine et le Figaro Multimédia dont il prend la direction. 
Après avoir quitté le Figaro en 1998, Jean-Michel Gourevitch exerce de nombreuses missions de conseil dans la société Altaïr Conseil et dirige notamment la rédaction du site d'informations financières en ligne France-iNvest, filiale du groupe coté au NASDAQ GlobalNet. En 2004, Jean-Michel Gourévitch crée une entreprise de communication (Jean-Michel Gourevitch SARL),  installée à Cergy. Cette société est spécialisée dans le conseil et l'audit en communication, la rédaction de tous types de documents écrits ou électroniques (dossiers de presse, communiqués, livres, rédaction de blogs internet et de discours) ainsi que la création et la traduction de supports de communication. Il est désormais retraité et se consacre aux réseaux sociaux.